# 大分県小学校の廃校一覧
大分県小学校の廃校一覧（おおいたけんしょうがっこうのはいこういちらん）は、大分県内の廃校となった小学校の一覧。対象となるのは、学制改革（1947年）以降に廃校となった小学校および分校である。名称は廃校当時のもの。廃校時に属していた自治体がその後合併により消滅している場合は、現行の自治体に含める。また、現在休校中の小学校も参考として記載する。
（）内は、廃校もしくは休校になった年、統合先の小学校や廃校に伴って新設された小学校などである。特に月日が表記されていないものは、3月31日閉校とする。

## 大分市
- 大分市立下戸次小学校（1969年[1]大分市立戸次小学校へ統合）[2][注釈 1]
- 大分市立川添小学校広内分校（1972年）[1]
- 大分市立判田小学校百木分校（1972年）[1]
- 大分市立河原内小学校（1992年[1]大分市立竹中小学校へ統合）[3]
- 大分市立一尺屋小学校（2001年休校〈当時：佐賀関町立〉、児童は大分市立佐賀関小学校へ編入[4]、2022年廃校[5]）
- 大分市立今市小学校（2009年休校、2014年野津原西部小へ統合[3]）
- 大分市立木佐上小学校（2015年こうざき小へ統合）[6]
- 大分市立大志生木小学校（2016年こうざき小へ統合）[6]
- 大分市立荷揚町小学校（2017年大分市立碩田学園開校に伴い廃校）[7]
- 大分市立中島小学校（同上）[7]
- 大分市立住吉小学校（同上）[7]
- 大分市立野津原東部小学校（2018年統合により大分市立野津原小学校へ）[8]
- 大分市立野津原西部小学校（同上）[8]
- 大分市立野津原中部小学校（同上）[8]
- 大分市立こうざき小学校（2018年神崎中と統合し大分市小中一貫教育校神崎小中学校へ）[9]
- 大南町立上戸次小学校〈旧〉（1956年4月10日端登小と統合し大分市立上戸次小学校〈当時：大南町立〉へ）[10][注釈 2]
- 大南町立端登小学校（1956年4月10日上戸次小〈旧〉と統合し上戸次小〈新〉へ）[10]
- 佐賀関町立白木小学校（2001年佐賀関小へ統合）[11]
- 佐賀関町立佐賀関小学校小黒分校（同上）[11]

## 別府市
- 別府市立朝日小学校湯山分校（1985年休校[12]、2019年廃校[13]）
- 別府市立天間小学校（1992年休校、2013年廃校[14]）
- 別府市立東山小学校（1998年別府市立東山幼小中学校へ再編）[14]
- 別府市立東山小学校枝郷分校（同上）[14]
- 別府市立東山小学校山の口分校（同上）[14]
- 別府市立南小学校〈旧〉（2002年浜脇小と統合し別府市立南小学校〈新〉へ）[14]
- 別府市立浜脇小学校（2002年南小〈旧〉と統合し南小〈新〉へ）[14]
- 別府市立北小学校（2009年野口小と統合し別府市立別府中央小学校へ）[15]
- 別府市立野口小学校（2009年北小と統合し別府中央小へ）[15]
- 別府市立青山小学校（2016年西小と統合し別府市立別府山の手小学校へ）[16]
- 別府市立西小学校（2016年青山小と統合し山の手小へ）[16]

## 中津市
- 中津市立溝部小学校（2005年中津市立三郷小学校へ統合）[17]
- 中津市立槻木小学校（同上）[17]
- 中津市立三郷小学校中詰分校（2005年）[18]
- 中津市立槻木小学校毛谷村分校（2005年）[12]
- 中津市立柿坂小学校（2009年中津市立城井小学校へ統合）[19]
- 中津市立永岩小学校（2014年中津市立津民小学校へ統合）[19]
- 中津市立山移小学校（2018年）[20]
- 耶馬溪町立下郷小学校奥畑分校（1991年休校、1997年10月廃校）[18]
- 耶馬溪町立深耶馬溪小学校岩屋分校（1997年）[12]
- 耶馬溪町立深耶馬溪小学校（2003年山移小へ統合）[18]
- 本耶馬渓町立屋形小学校（2003年中津市立樋田小学校〈当時：本耶馬渓町立〉へ統合）[18]
- 本耶馬渓町立西谷小学校（2004年中津市立上津小学校〈当時：本耶馬渓町立〉へ統合）[18]
- 本耶馬渓町立東谷小学校（同上）[18]
- 山国町立三郷小学校栗山分校（1966年）[18]
- 山国町立三郷小学校堤分校（1980年）[18]

## 日田市
- 日田市立西有田小学校（1975年東有田小と統合し日田市立有田小学校へ）[21][注釈 3]
- 日田市立東有田小学校（1975年西有田小と統合し有田小へ）[21]
- 日田市立月隈小学校（1979年日田市立咸宜小学校[22]と日田市立桂林小学校[23]へ分割）
- 日田市立高瀬小学校九膳ヶ畑分校（1979年）[24][注釈 4]
- 日田市立高瀬小学校串川分校（1982年）[24]
- 日田市立高瀬小学校松金分校（1982年）[24]
- 日田市立北小野小学校（1993年南小野小と統合し日田市立小野小学校へ）[25]
- 日田市立南小野小学校（1993年北小野小と統合し小野小へ）[25]
- 日田市立小山小学校（1998年日田市立石井小学校へ統合）[26][注釈 5]
- 日田市立堂尾小学校（2006年石井小へ統合）[27]
- 日田市立伏木小学校（2006年日田市立三和小学校へ統合）[28][注釈 6]
- 日田市立花月小学校（2007年三和小へ統合）[28]
- 日田市立月出山小学校（2007年有田小へ統合）[27][注釈 7]
- 日田市立羽田小学校（同上）[27]
- 日田市立柚木小学校（2010年福岡県うきは市立姫治小学校に教育事務を委託）[30]
- 日田市立夜明小学校（2011年静修小と統合し日田市立大明小学校へ）[27]
- 日田市立静修小学校（2011年夜明小と統合し大明小へ）[27]
- 日田市立赤石小学校曽家分校（2011年）[27]
- 日田市立上津江小学校（2012年中津江小と統合し日田市立津江小学校へ）[27]
- 日田市立中津江小学校（2012年上津江小と統合し津江小へ）[27]
- 日田市立五馬市小学校（2012年統合により日田市立いつま小学校へ）[31]
- 日田市立出口小学校（同上）[31]
- 日田市立塚田小学校（同上）[31]
- 日田市立馬原小学校〈2代目〉（2012年統合により日田市立東渓小学校へ）[32]
- 日田市立丸山小学校（同上）[32]
- 日田市立台小学校（同上）[32]
- 日田市立桜竹小学校（同上）[32]
- 日田市立大野小学校（2012年統合により日田市立前津江小学校へ）[33]
- 日田市立赤石小学校（同上）[33]
- 日田市立出野小学校（同上）[33]
- 日田市立大山小学校〈旧〉（2013年統合により日田市立大山小学校〈新〉へ）[27]
- 日田市立鎌手小学校（同上）[27]
- 日田市立都築小学校（同上）[27]
- 馬原村立馬原小学校〈初代〉（1957年台小の一部および高尾小と統合し馬原小〈2代目〉へ）[34]
- 馬原村立高尾小学校（1957年台小の一部および馬原小〈初代〉と統合し馬原小〈2代目〉へ）[34]
- 中津江村立野田小学校（1971年川辺小へ統合）[27]
- 中津江村立川辺小学校（1995年統合により中津江小へ）[27]
- 中津江村立丸蔵小学校（同上）[27]
- 中津江村立鯛生小学校（同上）[27]
- 上津江村立川原小学校（1994年統合により上津江小へ）[27]
- 上津江村立都留小学校（同上）[27]
- 上津江村立上野田小学校（同上）[27]
- 上津江村立雉谷小学校（同上）[27]

## 佐伯市
- 佐伯市立大入島小学校日向泊分校（1968年）[35]
- 佐伯市立大入島小学校〈初代〉（1997年[36]大入島南小と統合し大入島小〈2代目〉へ）[35]
- 佐伯市立大入島南小学校（1997年[36]大入島小〈初代〉と統合し大入島小〈2代目〉へ）[35]
- 佐伯市立木浦小学校（2003年休校、2010年統合により佐伯市立宇目緑豊小学校へ）[37]
- 佐伯市立蒲江翔南小学校深島分校（1959年独立し蒲江町立深島小学校となるも、1998年深島分校へ戻り、2004年休校[4]、2005年佐伯市立蒲江小学校深島分校、2017年現校名となり[38]、2025年廃校[39]）
- 佐伯市立中浦小学校（2005年佐伯市立松浦小学校へ統合）[40]
- 佐伯市立本匠東小学校（2006年本匠西小と統合し佐伯市立本匠小学校へ）[41]
- 佐伯市立本匠西小学校（2006年本匠東小と統合し本匠小へ）[41]
- 佐伯市立尾浦小学校（1959年上入津小尾浦分校から独立、2008年[36]上入津小へ統合）[42]
- 佐伯市立重岡小学校（2010年統合により宇目緑豊小へ）[37]
- 佐伯市立小野市小学校（同上）[37]
- 佐伯市立波当津小学校（2010年[36]名護屋小へ統合）[43]
- 佐伯市立灘小学校（2010年佐伯市立上堅田小学校へ統合）[44]
- 佐伯市立猪串小学校（2011年[36]名護屋小へ統合）[43]
- 佐伯市立大島小学校（2013年休校[4]、2025年佐伯市立佐伯東小学校へ統合[39]）
- 佐伯市立吹小学校（2015年[36]松浦小へ統合）[45]
- 佐伯市立西上浦小学校（2015年佐伯市立八幡小学校へ統合）[46][4]
- 佐伯市立大入島小学校〈2代目〉（2015年休校[4]、2025年佐伯東小へ統合[39]）
- 佐伯市立向陽小学校（2016年色宮小と統合して佐伯市立米水津小学校へ）[4]
- 佐伯市立色宮小学校（2016年向陽小と統合して米水津小へ）[4]
- 佐伯市立名護屋小学校（2017年統合により佐伯市立蒲江翔南小学校へ）[47]
- 佐伯市立名護屋小学校森崎分校（同上）[47]
- 佐伯市立蒲江小学校（同上）[47]
- 佐伯市立河内小学校（同上）[47]
- 佐伯市立西浦小学校（同上）[47]
- 佐伯市立楠本小学校（同上）[47]
- 佐伯市立上入津小学校（同上）[47]
- 佐伯市立青山小学校（2024年佐伯市立下堅田小学校へ統合）[48]
- 直川村立直見小学校（1960年9月川原木小と統合し佐伯市立直川小学校〈当時：直川村立〉へ）[49]
- 直川村立川原木小学校（1960年9月直見小と統合し直川小へ）[49]
- 米水津村立浦代小学校（1970年小竹小と統合し向陽小へ）[50]
- 米水津村立小竹小学校（1970年浦代小と統合し向陽小へ）[50]
- 米水津村立美潮小学校（1974年向陽小間越分校となり、2005年廃校）[50]
- 佐伯町立上堅田小学校大越分校（1973年）[44]
- 弥生町立大間小学校宇藤木分教場（1966年）[51]
- 弥生町立大間小学校（1975年床木小と統合し佐伯市立明治小学校〈当時：弥生町立〉へ）[注釈 8]
- 弥生町立床木小学校（1975年大間小と統合し明治小へ）
- 鶴見町立有明小学校（1977年松浦小へ統合）[40]
- 鶴見町立東中浦小学校（2002年休校、児童は松浦小へ編入）[40]
- 蒲江町立蒲江小学校屋形島分校（1982年休校、1992年廃校）[38]
- 蒲江町立名護屋小学校葛原分校（1994年）[52]
- 上浦町立浪太小学校（1972年佐伯市立東雲小学校〈当時：上浦町立〉へ統合）[53]
- 上浦町立旭日小学校（同上）[53]
- 上浦町立最勝海小学校（1997年東雲小へ統合）[53]
- 宇目町立木浦小学校傾山分校（1965年）
- 宇目町立木浦小学校西山分校（1997年）[12]

## 臼杵市
- 臼杵市立上浦小学校板知屋分校（1976年）[54]
- 臼杵市立上北小学校岳谷分校（1997年）[12]
- 臼杵市立南野津小学校出羽分校（1995年休校〈当時：野津町立〉[55]、2007年廃校[12]）
- 臼杵市立宮本小学校（1997年休校[56]、2007年廃校[12]）
- 臼杵市立西神野小学校（2003年休校[56]、2007年廃校[12]）
- 臼杵市立深江小学校（2007年臼杵市立臼杵小学校へ統合）[57]
- 臼杵市立上浦小学校（2008年臼杵小へ統合）[57]
- 臼杵市立南津留小学校（2009年中臼杵小と統合し臼杵市立臼杵南小学校へ）[58]
- 臼杵市立中臼杵小学校（2009年南津留小と統合し臼杵南小へ）[58]
- 臼杵市立戸上小学校（2009年臼杵市立野津小学校へ統合）[59]
- 臼杵市立都松小学校（2011年野津小へ統合）[59]
- 臼杵市立田野小学校（2013年野津小へ統合）[59]

## 津久見市
- 津久見市立高浜小学校[60]（越智小高浜分校から独立、廃校時期不詳）
- 津久見市立日代小学校江ノ浦分校（1971年）
- 津久見市立越智小学校狩床分校（1980年休校[61]、1982年廃校）
- 津久見市立津久見小学校八戸分校（1983年休校、1997年廃校）[62]
- 津久見市立仙水小学校（1999年休校[12]、2016年廃校[63]）
- 津久見市立赤崎小学校（2001年休校[12]、2016年廃校[63]）
- 津久見市立長目小学校（2004年休校）[12]
- 津久見市立久保泊小学校（2006年休校、児童は津久見市立千怒小学校へ編入[64]、2009年6月29日廃校[4]）
- 津久見市立日代小学校（2008年休校、児童は千怒小へ編入）[64]
- 津久見市立無垢島小学校（2012年休校）[4]
- 津久見市立越智小学校（2014年休校）[12]

## 竹田市
- 竹田市立玉来小学校（1963年松本小と統合し竹田市立南部小学校へ）[65]
- 竹田市立松本小学校（1963年玉来小と統合し南部小へ）[65]
- 竹田市立宮砥小学校百木分校（1971年）[66]
- 竹田市立宮城小学校（1986年志土知小と統合し宮城台小へ）[67]
- 竹田市立志土知小学校（1986年宮城小と統合し宮城台小へ）[67]
- 竹田市立嫗岳小学校（1999年入田小と統合し竹田市立祖峰小学校へ）[66]
- 竹田市立入田小学校（1999年嫗岳小と統合し祖峰小へ）[66]
- 竹田市立宮砥小学校（2003年祖峰小へ統合）[66]
- 竹田市立長湯小学校（2007年下竹田小と統合し竹田市立直入小学校へ）[68]
- 竹田市立下竹田小学校（2007年長湯小と統合し直入小へ）[68]
- 竹田市立竹田小学校〈旧〉（2009年明治小と統合し竹田市立竹田小学校〈新〉へ）[69]
- 竹田市立明治小学校（2009年竹田小〈旧〉と統合し竹田小〈新〉へ）[69]
- 竹田市立岡本小学校（2013年竹田小へ統合）[69]
- 竹田市立宮城台小学校（2020年竹田小へ統合）[67]
- 竹田市立菅生小学校（2025年南部小へ統合）[70]
- 荻町立荻小学校〈旧〉（1975年柏原小と統合し竹田市立荻小学校〈当時：荻町立〉へ）[71]
- 荻町立柏原小学校（1975年荻小〈旧〉と統合し荻小〈新〉へ）[71]

## 豊後高田市
- 豊後高田市立水崎小学校（1970年豊後高田市立高田小学校水崎校舎となり、1974年廃止）[72][注釈 9]
- 豊後高田市立田染小学校平野分校（2001年）[12]
- 豊後高田市立河内小学校小田原分校（2004年）[12]
- 豊後高田市立田染小学校蕗分校（2005年）[12]
- 豊後高田市立桂陽小学校美和分校（2006年）[73][注釈 10]
- 豊後高田市立三重小学校（2012年豊後高田市立香々地小学校へ統合）[74][注釈 11]
- 香々地町立三浦小学校羽根分校（1970年）[75]
- 真玉町立真玉小学校〈旧〉（2003年上真玉小と統合し豊後高田市立真玉小学校〈当時：真玉町立〉へ）[76][注釈 12]
- 真玉町立上真玉小学校（2003年真玉小〈旧〉と統合し真玉小〈新〉へ）[76]

## 杵築市
- 杵築市立田原小学校小野分校（2009年休校[77]、2014年廃校[78]）
- 杵築市立朝田小学校（2014年田原小と統合し杵築市立大田小学校へ）[79]
- 杵築市立田原小学校（2014年朝田小と統合し大田小へ）[79]
- 杵築市立東山香小学校（2016年杵築市立山香小学校へ統合）[80]
- 杵築市立山浦小学校（同上）[80]
- 杵築市立向野小学校（同上）[80]
- 杵築市立上小学校（2017年山香小へ統合）[80]
- 立石町立金水小学校（1950年杵築市立立石小学校〈当時：立石町立〉へ統合）[81][注釈 13]

## 宇佐市
- 宇佐市立四日市小学校（1988年宇佐市立四日市北小学校[82]と宇佐市立四日市南小学校[83]に分割）[注釈 14]
- 宇佐市立佐田小学校塔尾分校（2014年）[4]
- 宇佐市立麻生小学校（2004年四日市南小へ統合）[83]
- 宇佐市立津房小学校萱籠分校（2006年）[12]
- 宇佐市立上院内小学校（2007年休校、2010年宇佐市立院内中部小学校上院内分校として再開[84]、2019年再休校[85]）
- 宇佐市立南院内小学校羽馬礼分校（1994年休校〈当時：南部町立南部小学校〉、2008年再開[86]、2012年再休校[63]）
- 宇佐市立深見小学校福貴野分校（2015年休校）[87]
- 安心院町立深見北小学校（1958年深見南小と統合し宇佐市立深見小学校〈当時：安心院町立〉へ）[87]
- 安心院町立深見南小学校（1958年深見北小と統合し深見小へ）[87]
- 南部町立南院内小学校〈旧〉（1974年統合により南部小〈現：宇佐市立南院内小学校〉へ）[86]
- 南部町立南院内小学校余分校（同上）[86]
- 南部町立南院内小学校温見分校（同上）[86]
- 院内町立東院内小学校（1980年院内小と統合し中部小〈現：宇佐市立院内中部小学校〉へ）[88][注釈 15]
- 院内町立院内小学校（1980年東院内小と統合し中部小へ）[88]
- 院内町立東院内小学校五名分校（1980年）[88]
- 院内町立高並小学校（1987年両川小と統合し院内町立北部小学校〈現：宇佐市立院内北部小学校〉へ）[89]
- 院内町立両川小学校（1987年高並小と統合し北部小へ）[89]

## 豊後大野市
- 豊後大野市立北部小学校（1997年休校〈当時：大野町立〉[90]、2005年豊後大野市立大野小学校開校に伴い廃校）[12]
- 豊後大野市立南部小学校（2005年大野小開校に伴い廃校）[12]
- 豊後大野市立東部小学校（同上）[12]
- 豊後大野市立西部小学校（同上）[12]
- 豊後大野市立中部小学校（同上）[12]
- 豊後大野市立三重南小学校（1999年休校〈当時：三重町立〉[91]、児童は豊後大野市立三重第一小学校へ編入[92]、2007年廃校）
- 豊後大野市立長谷川小学校（2001年休校〈当時：緒方町立〉[93]、2010年廃校）
- 豊後大野市立犬飼小学校通山分校（2008年休校）[94]
- 豊後大野市立清川東小学校（2010年）[4]
- 豊後大野市立清川西小学校（2010年）[4]
- 豊後大野市立緒方小学校〈旧〉（2010年統合により豊後大野市立緒方小学校〈新〉へ）[95]
- 豊後大野市立上緒方小学校（同上）[95]
- 豊後大野市立小富士小学校（同上）[95]
- 豊後大野市立長谷小学校（2010年豊後大野市立犬飼小学校へ統合）[94]
- 三重町立新田小学校小田分校（1964年）[96]
- 三重町立三重第一小学校松山分校（1970年）[92]
- 三重町立奥畑小学校（1972年）[91]
- 三重町立久部小学校（1991年休校、児童は豊後大野市立新田小学校へ編入[96]、1999年廃校）[91]
- 緒方町立上畑小学校尾平分校（1969年）[93]
- 緒方町立上畑小学校（1974年）[93]
- 千歳村立井田小学校（1977年柴原小と統合し豊後大野市立千歳小学校〈当時：千歳村立〉へ）[97]
- 千歳村立柴原小学校（1977年井田小と統合し千歳小へ）[97][注釈 16]
- 朝地町立大恩寺小学校（2003年統合により豊後大野市立朝地小学校〈当時：朝地町立〉へ）[98]
- 朝地町立綿田小学校（同上）[98]
- 朝地町立温見小学校（同上）[98]
- 清川村立西小学校（2004年統合により豊後大野市立清川小学校〈当時：清川村立〉へ）[99]
- 清川村立東小学校（同上）[99]
- 清川村立北小学校（同上）[99]

## 由布市
- 由布市立石城西部小学校（2008年[100]由布市立挾間小学校、由布市立石城小学校へ分割統合[101]）[注釈 17]
- 由布市立星南小学校（2010年由布市立西庄内小学校へ統合）[102]
- 由布市立朴木小学校（2011年）[4]
- 由布市立南庄内小学校（2014年西庄内小へ統合）[102]
- 由布市立大津留小学校（2016年由布市立阿南小学校へ統合）[103]
- 由布市立湯平小学校（2016年由布市立由布院小学校[104]、西庄内小[105]へ分割統合）[注釈 18]
- 由布市立阿蘇野小学校（2018年西庄内小へ統合）[102]
- 庄内町立直山小学校（1964年阿蘇野小直山分校から独立するも、1981年再統合）[106]
- 庄内町立長野小学校（1999年西庄内小へ統合）[102]
- 庄内町立東庄内小学校竜原分校（2001年）[107]

## 国東市
- 国東市立朝来小学校（2008年統合により国東市立安岐中央小学校へ）[108]
- 国東市立西武蔵小学校（同上）[108]
- 国東市立西安岐小学校（同上）[108]
- 国東市立南安岐小学校（同上）[108]
- 国東市立来浦小学校（2012年国東市立富来小学校へ統合）[109]
- 国東市立大恩小学校（同上）[109]
- 国東市立上国崎小学校（2009年国東市立国東小学校へ統合）[110]
- 国東市立豊崎小学校（2012年国東小へ統合）[110]
- 国東市立武蔵東小学校（2020年統合により国東市立志成学園へ）[111]
- 国東市立武蔵西小学校（同上）[111]
- 国東市立竹田津小学校（2022年統合により国東市立国見小学校へ）[112]
- 国東市立伊美小学校（同上）[112]
- 国東市立熊毛小学校（同上）[112]
- 国東市立小原小学校（2025年国東小へ統合）[113]
- 国東市立旭日小学校（同上）[113]
- 国東町立堅来小学校（1959年9月1日富来小へ統合）[109]
- 国東町立国東小学校山吹分校（1962年）[110]
- 安岐町立西安岐小学校山浦分校（2005年休校、2008年廃校）[12]
- 国見町立伊美小学校〈旧〉（1980年統合により伊美小へ）[112]
- 国見町立上伊美小学校（同上）[112]
- 国見町立櫛来小学校（同上）[112]
- 国見町立向田小学校（1995年熊毛小へ統合）[112]
- 国見町立岐部小学校（2000年熊毛小へ統合）[112]

## 速見郡
- 日出町立南端小学校（2014年休校、2020年廃校）[114]

## 玖珠郡
- 九重町立明倫小学校麻生原分校（1960年九重町立野上小学校へ統合）[115]
- 九重町立野上小学校後野上分校（同上）[115]
- 九重町立竜門小学校（1969年九重町立東飯田小学校へ統合）[115]
- 九重町立湯坪小学校（1971年九重町立飯田小学校湯坪校舎となり、1973年完全統合）[115]
- 九重町立朝日小学校（1971年飯田小朝日校舎となり、1973年完全統合）[115]
- 九重町立明倫小学校（1974年粟野小と統合し九重町立南山田小学校へ）[115]
- 九重町立粟野小学校（1974年明倫小と統合し南山田小へ）[115]
- 九重町立野矢小学校寺床分校（1976年）[115]
- 九重町立准園小学校栗原分校（2005年休校[116]、2014年廃校[4]）
- 玖珠町立八幡小学校鳥屋分校（1988年休校）[117]
- 玖珠町立片草小学校（2001年休校、児童は玖珠町立森中央小学校へ編入）[118][注釈 19]
- 玖珠町立森中央小学校相之迫分校（2003年休校、児童は森中央小へ編入[118]、2023年廃校[119]）
- 玖珠町立杉河内小学校（2013年休校[4]、2023年廃校[119]）
- 玖珠町立春日小学校（2015年休校[4]、2023年廃校[119]）